# Scott Hargrove
Scott Hargrove (Surrey, Brits-Columbia, 1 februari 1995) is een Canadees autocoureur.

## Carrière
Hargrove begon zijn autosportcarrière in het karting in 2008. Nadat hij verschillende kampioenschappen in Canada en de westkust van de Verenigde Staten won, stapte hij in de zomer van 2011 over naar de Skip Barber Racing School en won dit kampioenschap. In 2012 maakte hij zijn professionele autosportdebuut in de U.S. F2000, waarin hij voor JDC Motorsports uitkwam. Hij eindigde als zesde in het jaarlijkse Winterfest en als elfde in het hoofdkampioenschap, waarin hij één podiumplaats behaalde op het Stratencircuit Baltimore. In 2013 stapte hij over naar het team Cape Motorsports with Wayne Taylor Racing. Hiervoor eindigde hij achter Neil Alberico als tweede in het Winterfest en won het hoofdkampioenschap met vier overwinningen op de Sebring International Raceway, het Stratencircuit Saint Petersburg (tweemaal) en Laguna Seca.
Door zijn winst in het kampioenschap kreeg Hargrove een beurs van $383.000 om in 2014 deel te nemen aan het Pro Mazda Championship, waarin hij actief bleef voor het team Cape Motorsports with Wayne Taylor Racing. Hij won twee races op de Indianapolis Motor Speedway en één op het Stratencircuit Houston, waardoor hij met tien punten achterstand op Spencer Pigot tweede werd in de eindstand.
In 2015 reed Hargrove in het eerste raceweekend van de Indy Lights in Saint Petersburg voor het team 8 Star Motorsports en eindigde deze races als vierde en zesde. Later in het seizoen keerde hij terug naar de Pro Mazda, en nam voor JDC deel aan het raceweekend in Indianapolis, waarin hij de races als zevende, twaalfde en negende eindigde.